# Villedômer
Villedômer és un municipi francès, situat al departament de l'Indre i Loira i a la regió de Centre – Vall del Loira. L'any 2007 tenia 1.278 habitants.

## Demografia

### Població
El 2007 la població de fet de Villedômer era de 1.278 persones. Hi havia 470 famílies, de les quals 86 eren unipersonals (43 homes vivint sols i 43 dones vivint soles), 178 parelles sense fills, 178 parelles amb fills i 28 famílies monoparentals amb fills.
La població ha evolucionat segons el següent gràfic:
Habitants censats

### Habitatges
El 2007 hi havia 529 habitatges, 476 eren l'habitatge principal de la família, 32 eren segones residències i 22 estaven desocupats. 507 eren cases i 16 eren apartaments. Dels 476 habitatges principals, 370 estaven ocupats pels seus propietaris, 100 estaven llogats i ocupats pels llogaters i 6 estaven cedits a títol gratuït; 3 tenien una cambra, 17 en tenien dues, 57 en tenien tres, 127 en tenien quatre i 271 en tenien cinc o més. 370 habitatges disposaven pel capbaix d'una plaça de pàrquing. A 180 habitatges hi havia un automòbil i a 282 n'hi havia dos o més.

### Piràmide de població
La piràmide de població per edats i sexe el 2009 era:
| Homes | Edats   | Dones |
| ----- | ------- | ----- |
| 0     | 95 o +  | 0     |
| 0     | 90 a 94 | 4     |
| 12    | 85 a 89 | 12    |
| 4     | 80 a 84 | 4     |
| 4     | 75 a 79 | 24    |
| 8     | 70 a 74 | 12    |
| 28    | 65 a 69 | 28    |
| 20    | 60 a 64 | 16    |
| 24    | 55 a 59 | 20    |
| 72    | 50 a 54 | 48    |
| 40    | 45 a 49 | 44    |
| 52    | 40 a 44 | 40    |
| 44    | 35 a 39 | 44    |
| 64    | 30 a 34 | 60    |
| 36    | 25 a 29 | 40    |
| 28    | 20 a 24 | 32    |
| 20    | 15 a 19 | 36    |
| 36    | 10 a 14 | 28    |
| 36    | 5 a 9   | 24    |
| 40    | 0 a 4   | 36    |

## Economia
El 2007 la població en edat de treballar era de 871 persones, 619 eren actives i 252 eren inactives. De les 619 persones actives 588 estaven ocupades (312 homes i 276 dones) i 31 estaven aturades (12 homes i 19 dones). De les 252 persones inactives 94 estaven jubilades, 84 estaven estudiant i 74 estaven classificades com a «altres inactius».

### Ingressos
El 2009 a Villedômer hi havia 483 unitats fiscals que integraven 1.240 persones, la mediana anual d'ingressos fiscals per persona era de 18.742,5 €.

### Activitats econòmiques
Dels 53 establiments que hi havia el 2007, 3 eren d'empreses alimentàries, 1 d'una empresa de fabricació de material elèctric, 1 d'una empresa de fabricació d'elements pel transport, 3 d'empreses de fabricació d'altres productes industrials, 14 d'empreses de construcció, 8 d'empreses de comerç i reparació d'automòbils, 3 d'empreses de transport, 6 d'empreses d'hostatgeria i restauració, 1 d'una empresa immobiliària, 7 d'empreses de serveis, 4 d'entitats de l'administració pública i 2 d'empreses classificades com a «altres activitats de serveis».
Dels 19 establiments de servei als particulars que hi havia el 2009, 1 era una oficina de correu, 1 taller de reparació d'automòbils i de material agrícola, 1 paleta, 1 guixaire pintor, 2 fusteries, 4 lampisteries, 3 electricistes, 1 perruqueria i 5 restaurants.
Dels 5 establiments comercials que hi havia el 2009, 1 era una botiga de menys de 120 m², 1 una fleca, 2 botigues d'equipament de la llar i 1 una botiga de mobles.
L'any 2000 a Villedômer hi havia 38 explotacions agrícoles que ocupaven un total de 2.060 hectàrees.

## Equipaments sanitaris i escolars
L'únic equipament sanitari que hi havia el 2009 era una farmàcia.
El 2009 hi havia una escola elemental.

## Poblacions més properes
El següent diagrama mostra les poblacions més properes.